# Urartu
Urartu var i oldtiden et rige med centrum omkring Van-søen i det armenske højland.
Riget lå i konstant krig med Assyrien, dets sydlige nabo.
Urartus befolkning bestod primært af proto-armeniere.